# Estadio Dinamo-Yuni
El Estadio Dinamo-Yuni (en bielorruso: Стадыён «Дынама-Юні», en ruso: Динамо-Юни) es un estadio de fútbol ubicado en Minsk, Bielorrusia. Actualmente es utilizado para partidos de fútbol y es el estadio del FK Dinamo Minsk. El estadio tiene capacidad para 4500 personas y fue inaugurado en el año 2000.
Hasta 2006 el nombre del estadio era Darida y fue el estadio del FC Darida Minsk Raion. Después de la disolución del equipo a finales de 2006 el estadio fue adquirido por el FK Dinamo Minsk y renombrado con su nombre actual, estadio Dinamo-Yuni.